# Mouron-sur-Yonne
Mouron-sur-Yonne és un municipi francès, situat al departament del Nièvre i a la regió de Borgonya - Franc Comtat. L'any 2007 tenia 95 habitants.

## Demografia

### Població
El 2007 la població de fet de Mouron-sur-Yonne era de 95 persones. Hi havia 56 famílies, de les quals 28 eren unipersonals (16 homes vivint sols i 12 dones vivint soles), 16 parelles sense fills, 8 parelles amb fills i 4 famílies monoparentals amb fills.
La població ha evolucionat segons el següent gràfic:
Habitants censats

### Habitatges
El 2007 hi havia 104 habitatges, 51 eren l'habitatge principal de la família, 45 eren segones residències i 8 estaven desocupats. 99 eren cases i 4 eren apartaments. Dels 51 habitatges principals, 35 estaven ocupats pels seus propietaris, 14 estaven llogats i ocupats pels llogaters i 2 estaven cedits a títol gratuït; 2 tenien una cambra, 4 en tenien dues, 8 en tenien tres, 19 en tenien quatre i 18 en tenien cinc o més. 41 habitatges disposaven pel capbaix d'una plaça de pàrquing. A 33 habitatges hi havia un automòbil i a 12 n'hi havia dos o més.

### Piràmide de població
La piràmide de població per edats i sexe el 2009 era:
| Homes | Edats   | Dones |
| ----- | ------- | ----- |
| 0     | 95 o +  | 20    |
| 16    | 90 a 94 | 48    |
| 16    | 85 a 89 | 36    |
| 16    | 80 a 84 | 44    |
| 36    | 75 a 79 | 56    |
| 64    | 70 a 74 | 76    |
| 48    | 65 a 69 | 64    |
| 60    | 60 a 64 | 44    |
| 32    | 55 a 59 | 20    |
| 60    | 50 a 54 | 60    |
| 60    | 45 a 49 | 60    |
| 32    | 40 a 44 | 60    |
| 40    | 35 a 39 | 36    |
| 60    | 30 a 34 | 36    |
| 52    | 25 a 29 | 28    |
| 8     | 20 a 24 | 40    |
| 52    | 15 a 19 | 36    |
| 56    | 10 a 14 | 40    |
| 32    | 5 a 9   | 16    |
| 16    | 0 a 4   | 20    |

## Economia
El 2007 la població en edat de treballar era de 50 persones, 31 eren actives i 19 eren inactives. Les 31 persones actives estaven ocupades(21 homes i 10 dones).. De les 19 persones inactives 6 estaven jubilades, 6 estaven estudiant i 7 estaven classificades com a «altres inactius».

### Ingressos
El 2009 a Mouron-sur-Yonne hi havia 48 unitats fiscals que integraven 101 persones, la mediana anual d'ingressos fiscals per persona era de 15.693 €.

### Activitats econòmiques
Dels 5 establiments que hi havia el 2007, 1 era d'una empresa extractiva, 1 d'una empresa de construcció, 1 d'una empresa de comerç i reparació d'automòbils, 1 d'una empresa d'hostatgeria i restauració i 1 d'una empresa immobiliària.
Dels 3 establiments de servei als particulars que hi havia el 2009, 1 era un paleta, 1 restaurant i 1 agència immobiliària.
L'any 2000 a Mouron-sur-Yonne hi havia 3 explotacions agrícoles.

## Poblacions més properes
El següent diagrama mostra les poblacions més properes.